# Hàm Dirichlet
Trong toán học, hàm Dirichlet là hàm chỉ thị {\displaystyle \mathbf {1} _{\mathbb {Q} }} của tập số hữu tỉ {\displaystyle \mathbb {Q} }, với {\displaystyle \mathbf {1} _{\mathbb {Q} }(x)=1} khi x là số hữu tỉ và {\displaystyle \mathbf {1} _{\mathbb {Q} }(x)=0} khi x không phải là số hữu tỉ (hay x là số vô tỉ).
{\displaystyle \mathbf {1} _{\mathbb {Q} }(x)={\begin{cases}1&x\in \mathbb {Q} \\0&x\notin \mathbb {Q} \end{cases}}}
Hàm số này được đặt theo tên của nhà toán học Peter Gustav Lejeune Dirichlet. Hàm Dirichlet là phản ví dụ điển hình cho nhiều lý thuyết toán học. 

## Tính chất

### Công thức tường minh
Hàm Dirchlet có thể được biểu diễn dưới dạng hai phép tính giới hạn của một hàm liên tục như sau: 
{\displaystyle \forall x\in \mathbb {R} ,\quad \mathbf {1} _{\mathbb {Q} }(x)=\lim _{k\to \infty }\left(\lim _{j\to \infty }\left(\cos(k!\pi x)\right)^{2j}\right)}với j và k là hai số nguyên. Công thức này chỉ ra rằng hàm Dirchlet là hàm Baire loại 2.

### Tính liên tục
Hàm Dirichlet không liên tục tại bất cứ điểm nào.
- Tại các điểm y hữu tỉ, khi này f(y) = 1. Do tập số vô tỉ là trù mật trong {\displaystyle \mathbb {R} }, ta có thể chọn được một dãy gồm toàn các số vô tỉ bất kì hội tụ đến một điểm {\displaystyle y{=}y_{0}} cho trước.
- Tương tự tại các điểm z vô tỉ, cũng do tập số hữu tỉ trù mật nên ta có thể chọn được một dãy gồm toàn các số hữu tỉ hội tụ đến số vô tỉ cho trước.
- Bằng định nghĩa giới hạn hàm số, ta có thể chỉ ra kể cả khi {\displaystyle y=y_{0}} vô tỉ hay hữu tỉ thì giới hạn

{\displaystyle \lim _{x\to y_{0}}f(x),}
đều không tồn tại. Từ đây suy ra hàm Dirchlet không liên tục tại bất cứ điểm nào.
Chứng minh trên cũng giúp ta có một phản ví dụ cho định lý hội tụ đơn điệu không đúng khi xét tích phân Riemann.

### Tính tuần hoàn
Với mọi số thực x và bất cứ số hữu tỉ dương T nào, ta đều dễ dàng có được {\displaystyle \mathbf {1} _{\mathbb {Q} }(x+T)=\mathbf {1} _{\mathbb {Q} }(x)}. Tính chất này khiến hàm Dirichlet là một ví dụ tốt cho hàm tuần hoàn khác hằng nhưng có tập chu kỳ - đồng thời là tập số hữu tỉ, trù mật trong {\displaystyle \mathbb {R} }.

### Tính khả tích
- Mặc dù bị chặn, nhưng do hàm Dirichlet không liên tục tại bất cứ điểm nào trên {\displaystyle \mathbb {R} } nên nó không khả tích Riemann. (Xem thêm độ đo Lebesque)
- Tuy nhiên, hàm Dirichlet lại khả tích Lebesque trên {\displaystyle \mathbb {R} } và tích phân của nó trên {\displaystyle \mathbb {R} } bằng 0, do hàm Dirchlet bằng 0 hầu khắp nơi (chỉ trừ tập số hữu tỉ, mà tập số hữu tỉ là tập đếm được nên có độ đo không).